# St. Peter und Paul (Thierhaupten)

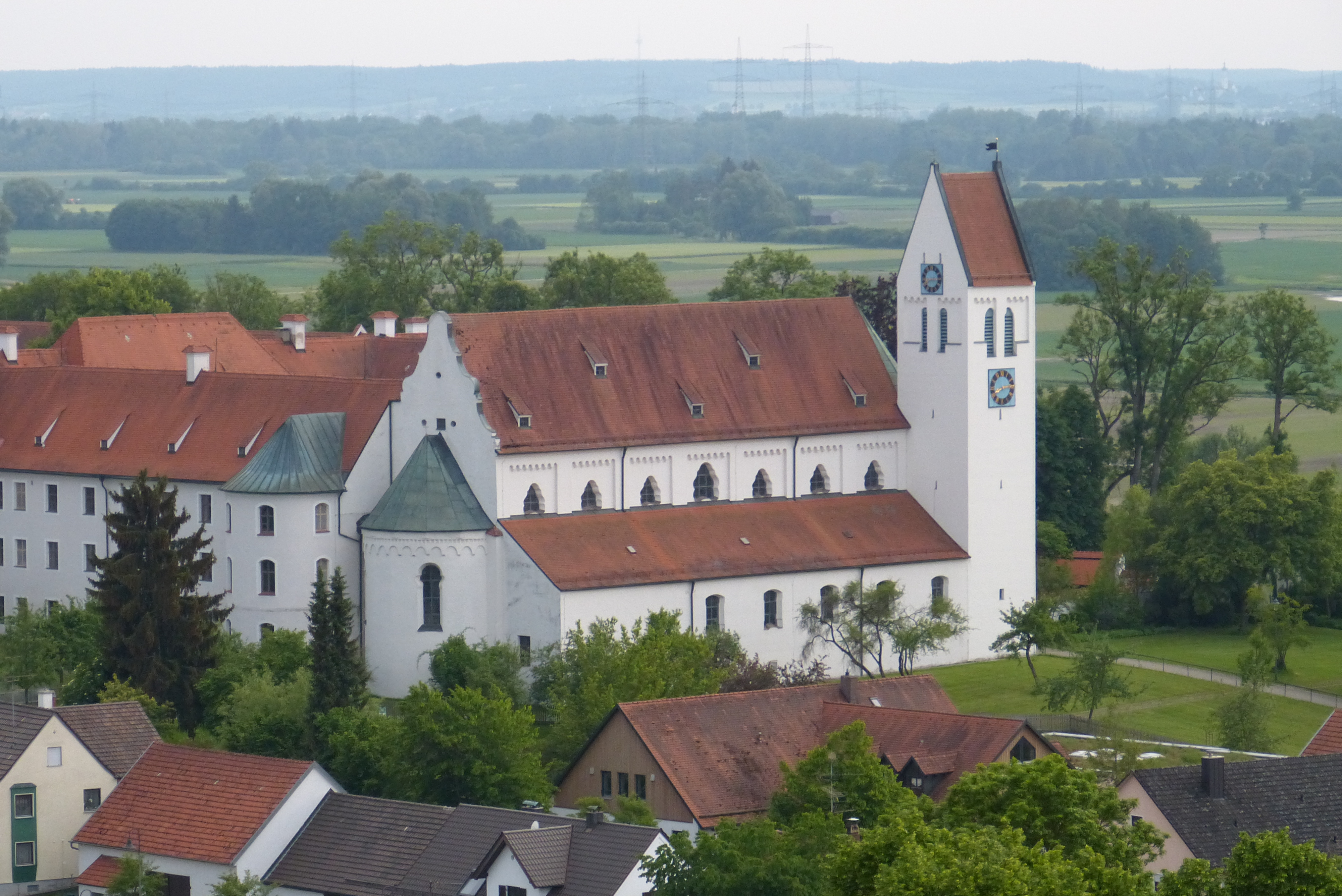
St. Peter und Paul in Thierhaupten

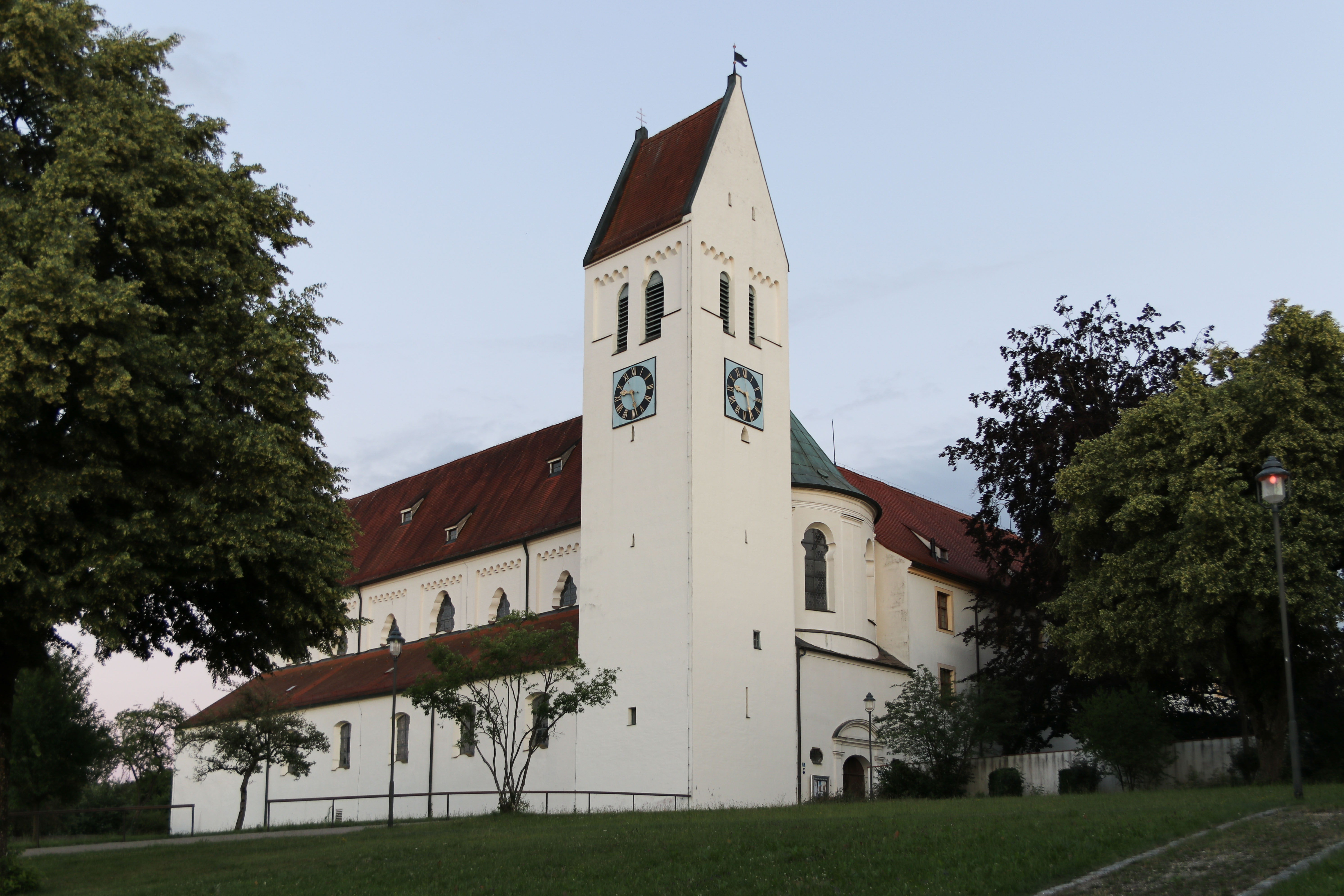
Seitenansicht

Die ehemalige Benediktinerabteikirche und heutige Pfarrkirche St. Peter und Paul in Thierhaupten, einer Marktgemeinde im bayerisch-schwäbischen Landkreis Augsburg, ist ein geschütztes Baudenkmal.

## Geschichte
Das Kloster Thierhaupten wurde im 8. Jahrhundert durch Herzog Tassilo III. von Bayern gegründet. Um 1170 veranlasste der damalige Abt Heinrich den Bau der heutigen im Kern romanischen Basilika. Die Sakristei kam 1309 hinzu. Die Abteikirche war ursprünglich ausschließlich dem Klosterorden vorbehalten. Der Bevölkerung diente bis zu deren Abbruch, die dem Kloster inkorporierte Pfarrkirche St. Georg im Ortszentrum, die 1334 erstmals urkundlich erwähnt, 1599 neu erbaut und nach einem Brand von 1719 bis 1754 wieder hergestellt wurde, als sogenannte Leutekirche. Nach dem Brand der Klosterkirche von 1504 wurde der obere Teil des südlichen Turmes abgetragen. Die Nebenapsiden wurden um 1590 entfernt. Vor 1714 erhielt die Kirche nach Plänen von Johann Jakob Herkommer gewölbte Decken und ab 1761 bis 1765 eine barocke Ausstattung. Das Kloster wurde während der Säkularisation 1803 aufgelöst. Die Klosterkirche kaufte 1812 der letzte Abt Edmund Schmid, der bis zu seinem Tod 1825 als örtlicher Pfarrer fungierte und schenkte sie der Gemeinde. Die Wiederaufnahme des Gottesdienstes fand am 2. Oktober 1812 statt. 1819 erfolgte der Abbruch der möglicherweise baufälligen Thierhauptener Pfarrkirche St. Georg. Von der Kirche zeugt noch heute der nach ihr benannte Friedhof St. Georg. Als Ersatz funktionierte man die ehemalige Abteikirche zur Pfarrkirche um. Von 1947 bis 1950 erfolgte eine umfassende Sanierung. Im südlichen Turm befindet sich die Krippe, seit 2003 die Windlade der Orgel und seit 2016 die Gasheizung der Kirche mit Kamin.

## Beschreibung
Die Kirche ist eine dreischiffige Pfeilerbasilika ohne Querhaus mit westlichem Turm mit Satteldach, barocker Ausbau und Anbau der Sakristeikapelle.

## Ausstattung

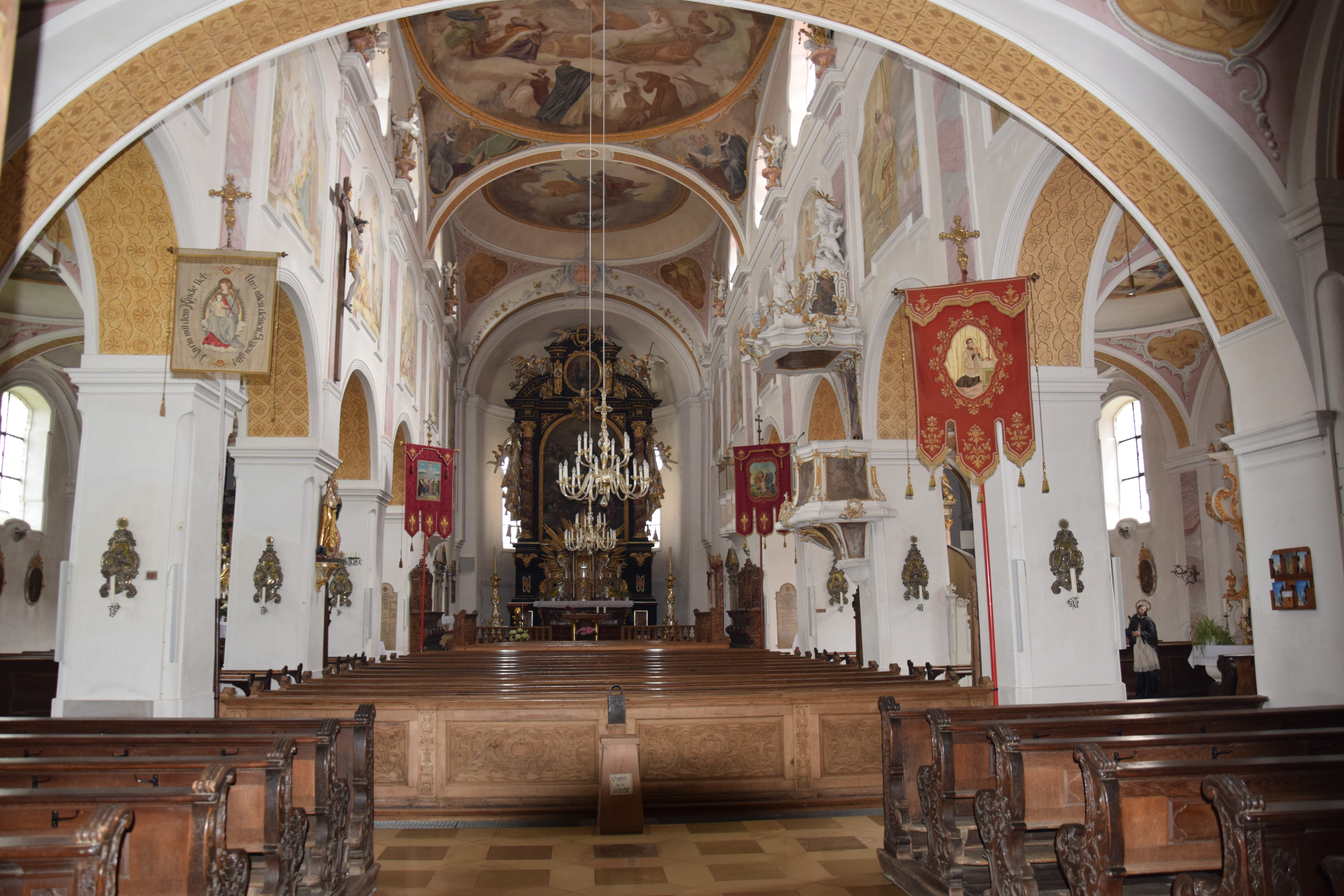
Innenansicht

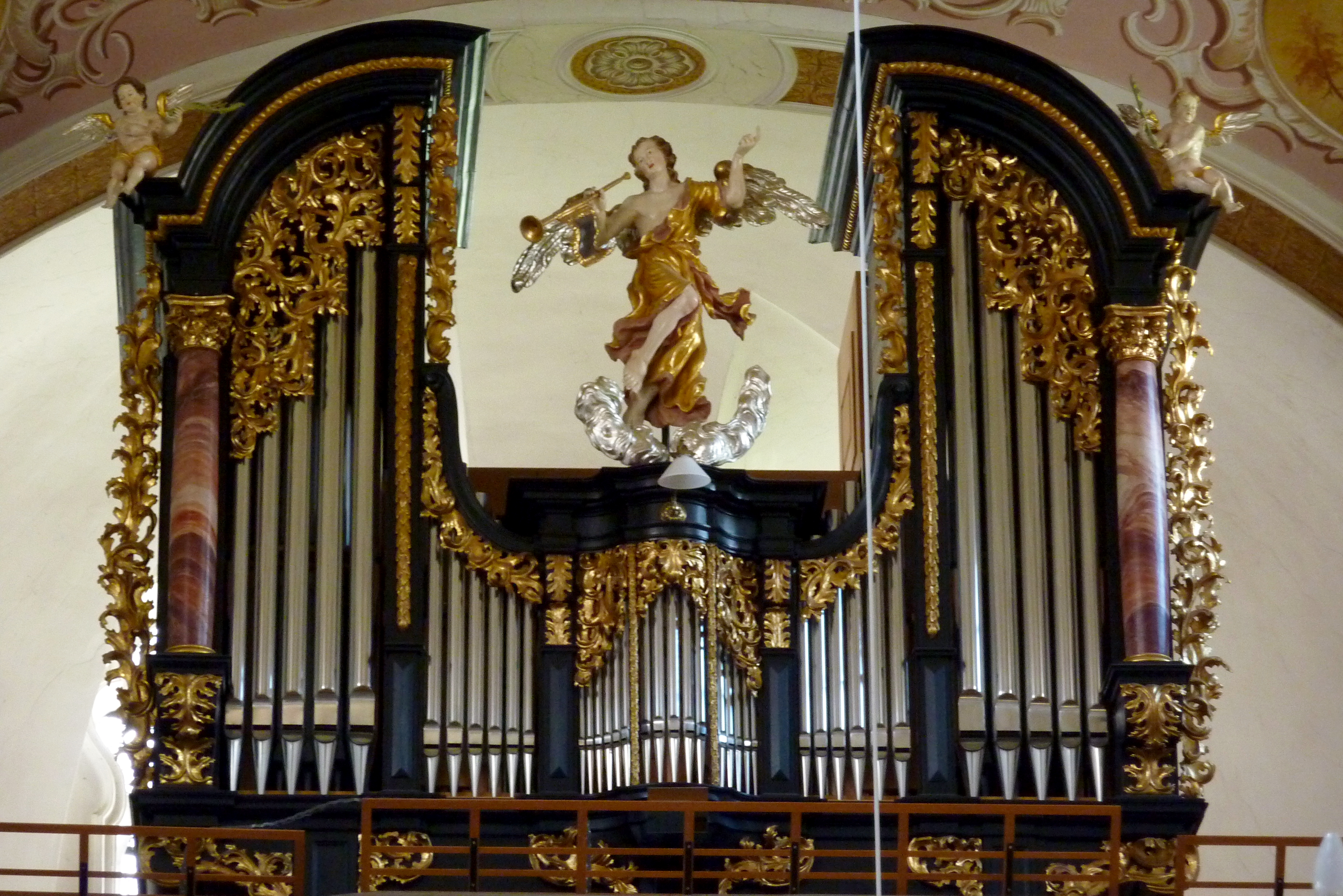
Orgelprospekt

Die Stuckarbeiten aus der Zeit um 1765 stammen von Franz Xaver Feichtmayr d. J. Die Deckenfresken schuf Franz Joseph Maucher aus Friedberg 1764. Das Chorfresko zeigt Petrus und Paulus in der Glorie. Die Langhauswände wurden 1956 von Richard Holzner neu bemalt. Die Kirche besitzt fünf Altäre. Der Hochaltar stammt aus der Zeit um 1700. Das Altarblatt mit dem Thema Maria flankiert von Petrus und Paulus malte Johann Georg Knappich aus Augsburg. Die Seitenaltäre sind der Josephsaltar, der Scholastikaaltar, der Marienaltar mit spätgotischer Madonna um 1480 und der Benediktusaltar. Die Rokokokanzel schuf ebenfalls Feichtmayr.

## Orgel
Der Orgelprospekt aus der Zeit um 1704 wird Johann Georg Fux aus Donauwörth zugeschrieben. 1906 lieferte Julius Schwarzbauer aus Mindelheim ein neues Orgelwerk (26/II/P), dieses wurde 2003 von Orgelbau Benedikt Schreier restauriert und teilweise neu gebaut. Die Disposition lautet:
| I Hauptwerk C–g3 |       |
| Bourdon          | 16′   |
| Principal        | 8′    |
| Gedeckt          | 8′    |
| Gamba            | 8′    |
| Dolce            | 8′    |
| Flauto           | 8′    |
| Rohrflöte        | 4′    |
| Octave           | 4′    |
| Mixtur III       | 2 ⁄3′ |
| Trompete         | 8′    |

| II Schwellwerk C–g3  |       |
| Geigenprincipal      | 8′    |
| Salicional           | 8′    |
| Vox coelestis (ab c) | 8′    |
| Liebl. Gedeckt       | 8′    |
| Violine              | 8′    |
| Quintatön            | 8′    |
| Flut traver          | 4′    |
| Cornett III          | 2 ⁄3′ |
| Piccolo              | 2′    |
| Labialoboe           | 8′    |

| Pedal C–f1   |     |  |
| Violon       | 16′ |  |
| Subbass      | 16′ |  |
| Stillgedeckt | 8′  |  |
| Octavbass    | 8′  |  |
| Cello        | 8′  |  |
| Posaune      | 16′ |  |

- Koppeln: II/I, I/P, II/P, II/Super I, II/Sub I, P/Super P
- Spielhilfen: Feste Kombination (p, mf, f, tutti), freie Kombination, Registercrescendo, Schwelltritt
- Bemerkungen: Kegellade, pneumatische Spiel- und Registertraktur, freistehender Spieltisch

## Geläut

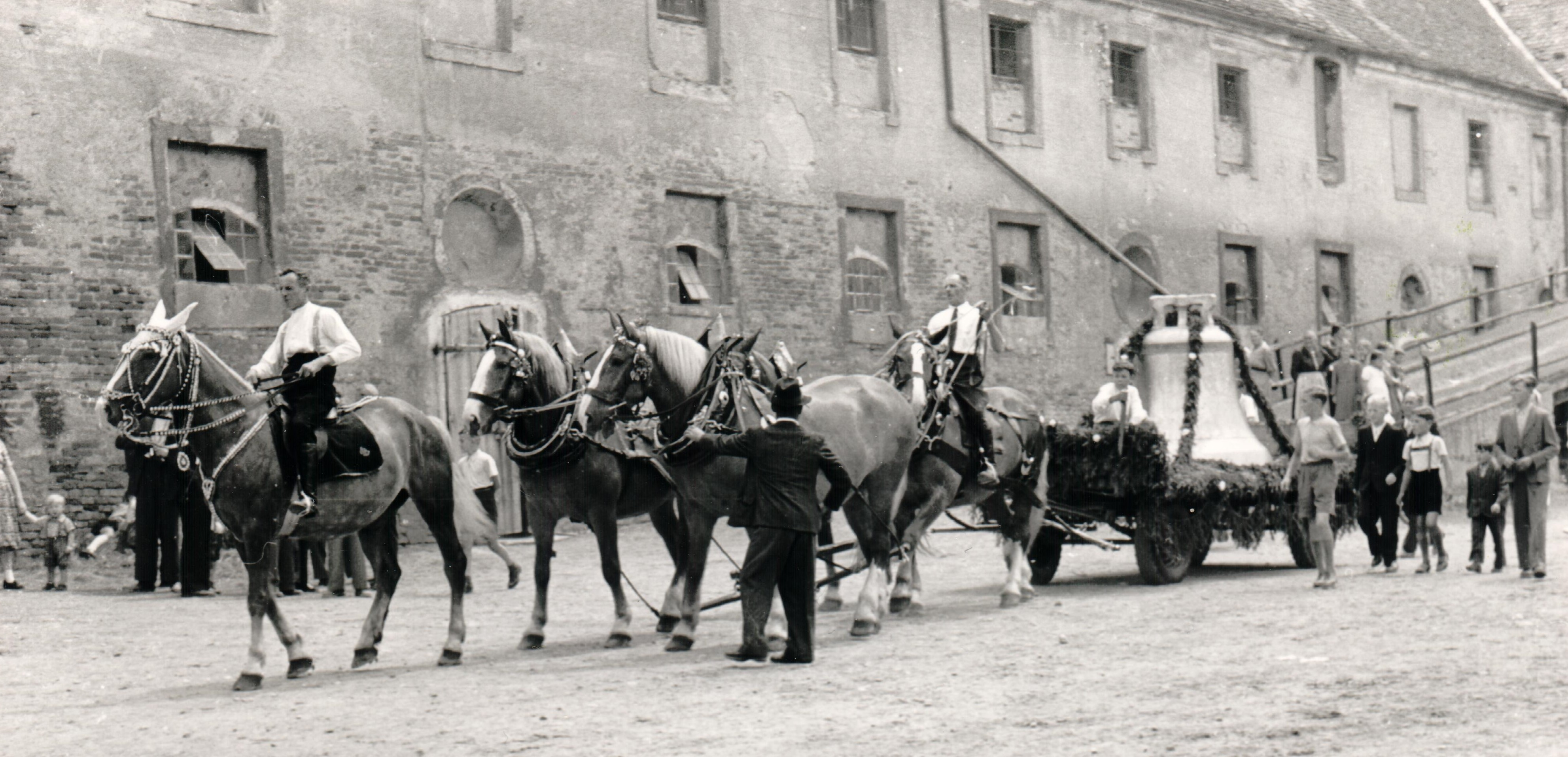
Zugaufstellung im Klosterhof anlässlich der Glockenweihe am 21. Juni 1953. Im Bild die größte Glocke der 5 von 1953

Von 1941 bis in die Nachkriegszeit verfügte der Kirchturm über nur eine sogenannte Wetterglocke die 1543 von Gregor Löffler gegossen wurde. Die Schlaginschrift lautet: "Abt johannes Rumpfhart hat zv lob Got dise Gloggen laßen gießen. Ain sveßen klanng gib ich, Die vest der heiligen ofenpar ich, Die doten pevain ich, Die lebendigen foder ich, die vetter prich ich". Alle weiteren Glocken stammen von der Erdinger Glockengießerei und entstanden 1953. Die Tonfolge lautet: h°-e¹-fis¹-gis¹-h¹-cis². 